# Tortula wilczekii
Tortula wilczekii là một loài rêu trong họ Pottiaceae. Loài này được Meyl. mô tả khoa học đầu tiên năm 1936.